# Wearne
Wearne – przysiółek w Anglii, w Somerset. Leży 19,4 km od miasta Taunton, 50,3 km od miasta Bristol i 197,9 km od Londynu. W latach 1870–1872 osada liczyła 232 mieszkańców. Wearne jest wspomniana w Domesday Book (1086) jako Warne/Warna.